# مسجد القلعة (بعلبك)
تم بناء مسجد القلعة في عهد الأيوبين الذين حولوا المعبدين الرومانيين، جوبيتر وباخوس، إلى قلعة. يعرف بمسجد النبي إبراهيم الخليل (ع) بحسب المرويات المحلية، ويقع خلف معبد باخوس نحو الغرب. يعتقد أن عمارته ذات تأثير بيزنطي.